# Памятники Израиля

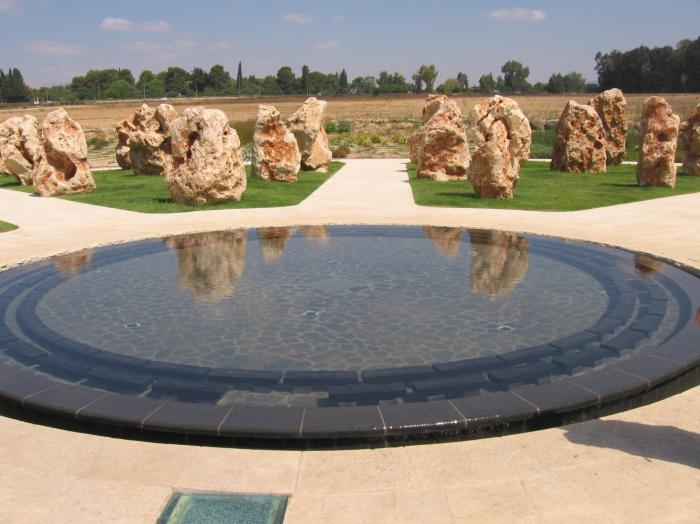
Памятник крушению вертолётов в Израиле (1997)

Памятники Израиля (ивр. אנדרטא‎, анда́рта, ивр. יד‎, яд, ивр. גלעד‎, гилъад) — это памятники региона, в рамках которого расположен современный Израиль. Они отражают в символах историю Израиля от доисторических времён до современности, увековечивают времена изгнания вне Израиля, отражают историю разных общин Израиля, а также выражают общечеловеческие символы.
Памятниками древности занимается Управление древностей Израиля, памятниками новейшей истории, связанной с войнами, занимается Министерство обороны Израиля. По данным Мемориального отдела министерства, в стране сооружено 2900 памятников воинам, павшим в войнах за Государство Израиль.
Особенность израильских памятников обусловлена тем, что иудаизм запрещает изображение людей и животных. Слово «памятник» (ивр. אנדרטא‎, Анда́рта) появилось в Талмуде в связи с осуждением статуй иностранного идолопоклонства, оно имеет греческое происхождение (греч. άνθρωπος, андро, человек) и вошло в употребление при строительстве монументов в память о павших ЦАХАЛ. Памятники являются частью культуры Израиля, испытывающей влияние и Востока и Запада. В мемориалах сделан акцент на ландшафтных решениях .
В Израиле общественное внимание акцентировано на поминовении, на каждые 8 погибших приходится один памятник, в то время как в Европе один памятник приходится на каждые 10000 погибших.
Памятники в Израиле могут представлять собой скульптуру, обелиск, насыпь из камней. Большое количество памятников посвящено Холокосту.

## История
Материальные свидетельства прошлого Израиля в виде памятников сохранились плохо из-за:
- природных катаклизмов (землетрясения, изменение уровня моря с затоплением береговой линии)
- намеренного разрушения памятников идолопоклонства царями Израиля
- из-за частой смены власти, когда чужеземные завоеватели устанавливали памятники своему величию, но последующие разрушали их[7].

Сохранившиеся памятники древности немногочисленны и сконцентрированы в национальных парках и музеях. Большинство ныне существующих памятников сооружено после провозглашения государства Израиль.
Главный государственный памятник в Израиле — Гора Герцля в Иерусалиме — основан и поддерживается Всемирной сионистской организацией.
В 1948 году, вместе с провозглашением Государства Израиль, было создано Министерство обороны и Управление древностей Израиля. Управление древностей Израиля, подчиняющееся Министерству образования, присваивает статус национального парка значимым раскопкам, которые включают в себя также и древние памятники. На Мемориальный отдел Министерства обороны возложена задача по сохранению памяти павших.
Мемориалы павшим сооружают, как правило, по всей стране по следам каждой войны за Государство Израиль, а экспонаты древности, в том числе и древние памятники, концентрируют в национальных парках.
В конце 1940-х — 1950-х гг. в создании памятников и произведений монументальной скульптуры, установленных в городах Израиля, в киббуцах, на перекрестках дорог, участвовали скульпторы З. Бен-Цви (1904—1952), Д. Фейгин (1907—2000), Н. Рапапорт, Ханна Орлова и другие. Десятки памятников создал архитектор солдатских мемориалов Ашер Хирам.
Начиная с 1960 года во всех районах Государства Израиль были созданы мемориалы, включающие в себя кенотафы, на стене которых выбиты имена погибших, в ансамбле с элементами ландшафта.
70-е годы XX века были посвящены памятникам Холокосту.

### Памятники Израиля первобытного общества (300—30 тыс. лет до н.э.)
На территории Израиля были найдены памятники, относящиеся к периоду Первобытного общества.
Самая древняя статуэтка в мире (идут споры), принадлежащая ашельской культуре Человека прямоходящего рода Люди, вымершей параллельной ветви Человека Разумного, была обнаружена в 1981 году профессором Еврейского университета в Иерусалиме Наамой Горен на раскопках в Брихат-Рам на Голанских высотах.

### Памятники Израиля Древнего мира (30 тыс лет до н.э. - V век н.э.)
На территории Израиля были найдены памятники Древнего мира.
Предки израильтян, западно-семитские племена XIX века до н. э., в том числе семья патриарха Авраама, согласно Библии, были кочевниками, переселившимися из Древней Месопотамии в Ханаан, столицей которого был город Хацор, находившийся под влиянием Египта.
В рамках сакральной еврейской поминальной традиции создавались склепы, к которым относятся Пещера Патриархов в Хевроне, Гробница Рахили (см. Список мест погребения ветхозаветных персонажей), Гробница рабби Меира Бааля в Тверии, могила Рашби в Мероне.
Были найдены археологические памятники  Ханаана времен Авраама:
- В 2013 году в Тель-Хацоре были найдены при раскопках остатки древнеегипетской статуи сфинкса, а также сидящая на троне бронзовая статуя мужчины с высокой шапкой на голове с известным ближневосточным сюжетом: дерево жизни (символ богини Ашеры), по двум сторонам от которого помещены два оленя
- В Национальном парке Бейт-Шеан, созданном в 1986 году, на территории, которая была непрерывно заселена с каменного века, были найдены  статуя Рамсеса II, две стелы периода Сети I, с барельефами борющихся собаки и льва.

Памятники времен Моисея, времен Исхода евреев из Египта, описанного в Библии в Книге Исхода, не сохранились, хотя из библейских записей следовало, что во времена скитания по пустыне евреями нарушался запрет делать изваяния. Так был изготовлен идол, Золотой телец (Исх. 32:1—4), на Ковчеге Завета были установлены литые золотые фигуры херувимов (Исх. 25:18—20, 36:8), Моисей создал Медного змея (Чис. 21:8, 9). Материальные свидетельства этих событий не сохранились, так Золотого тельца уничтожил сам Моисей, ковчег завета с золотыми херувимами был утерян, Медный змей Моисея был уничтожен царём-борцом с идолопоклонством Езекией.
Примерно в XII веке до н. э. часть территории Ханаана захватил эгейский народ филистимляне, они оставили после себя поминальные глиняные саркофаги, являющиеся прообразом надгробий и памятников.
Материальное свидетельство существования царя Давида, жившего ~ в 1000 году до н. э. было найдено в 1992 году археологом Авраамом Бираном в Национальном паке Тель-Дан (стела Тель-Дан, древний памятный знак 3000-летней давности на территории Израиля).
Стела царя Меша от IX века до н.э., найденная в Дивоне (сейчас хранится в Лувре),  свидетельствует о северном Израильском царстве в контексте побед  моавского царя Меша (библейский Меса, 4Цар. 3:4) в войне против израильтян, с упоминанием среди врагов израильского царя Омри.
Дому Давида посвящены немногочисленные современные памятники, так в Хайфе на куполах торгового центра Кастра установлены керамические скульптуры царя Давида и царя Соломона художника Эрика Брауэра. В Иерусалиме памятник царю Давиду был вынесен за пределы Старого города.
В 2009 году при раскопках в поселке Мигдаль возле Тверии было обнаружено самое древнее изображение меноры в виде каменного рельефа периода Второго Храма. СовременныйПамятник-символ государства Израиль в виде памятника Меноре находится в Иерусалиме (Золотая Менора).
Римский период в истории Израиля 63 год до.н. э. — 313 год н. э. оставил после себя Колумбарий в Рамат Рахель, как материальный памятник римских традиций поминовения.
В 1975 году в долине Бейт-Шеана была обнаружена разбитая бронзовая статуя римского императора Адриана, подавившего восстание Бар Кохбы, один из трёх сохранившихся памятников императору во всем мире.
В Израиле нет ни одной триумфальной арки, типичного римского памятника, хотя Триумфальная арка Тита в Риме напрямую связана с историей Израиля.
В национальном парке Бейт-Шеарим,  в погребальных залах и мавзолеях еврейского некрополя II—III веков н. э., найдены фигуративные изображения и скульптурные мифологические композиции на привезенных из Рима саркофагах.
В национальном парк Кесария остатки статуй византийского периода 313—633 г. н. э. без голов выставлены на «Площадке статуй».

### Памятники Израиля Средневековья (V - XVI век н.э.)
Памятник Средневековья связан с третьим крестовым походом 1189—1192 г. н. э.)  — конная статуя в Иерусалиме у Яффских ворот, представляющий собой двух противников — султана Салах-ад-Дина и Ричарда Львиное Сердце.
Во время мамлюкского периода 1291—1516 г. н. э. были созданы многочисленные мусульманские памятники-макамы. Концепция современных памятников Израиля близка к концепции мусульманских макамов.

### Памятники Израиля Нового времени (XVI—XX век н.э.)
С событиями периода Нового времени (XVI век — 1914 год XX века) в Израиле связан современный памятник Спинозе, который находится в Кесарии, недалеко от национального парка Кесария, на площади перед частным музеем Ралли, и посвящен нидерландскому философу-рационалисту и натуралисту еврейского происхождения периода рассеяния, одному из главных представителей философии Нового времени XVII века.
К событиям нового времени относится Наполеоновский Египетский поход 1798—1801 года, в Хайфе сооружён небольшой монумент  в виде пирамиды с крестом, в память об  оставленных в монастыре раненых и больных чумой солдатах Наполеона, убитых позже турками. Памятник был поставлен в 1799 году, разрушен в Первую мировую войну и восстановлен во времена Британского мандата.
В 1894 году, правительство Чили сделало подарок монастырю кармелитов в Хайфе — скульптуру Девы Марии на стеле, сделанную из переплавленного оружия после завоевания Чили независимости.

### Памятники Израиля Новейшего времени (XX-XXI век н.э.)
Холокост

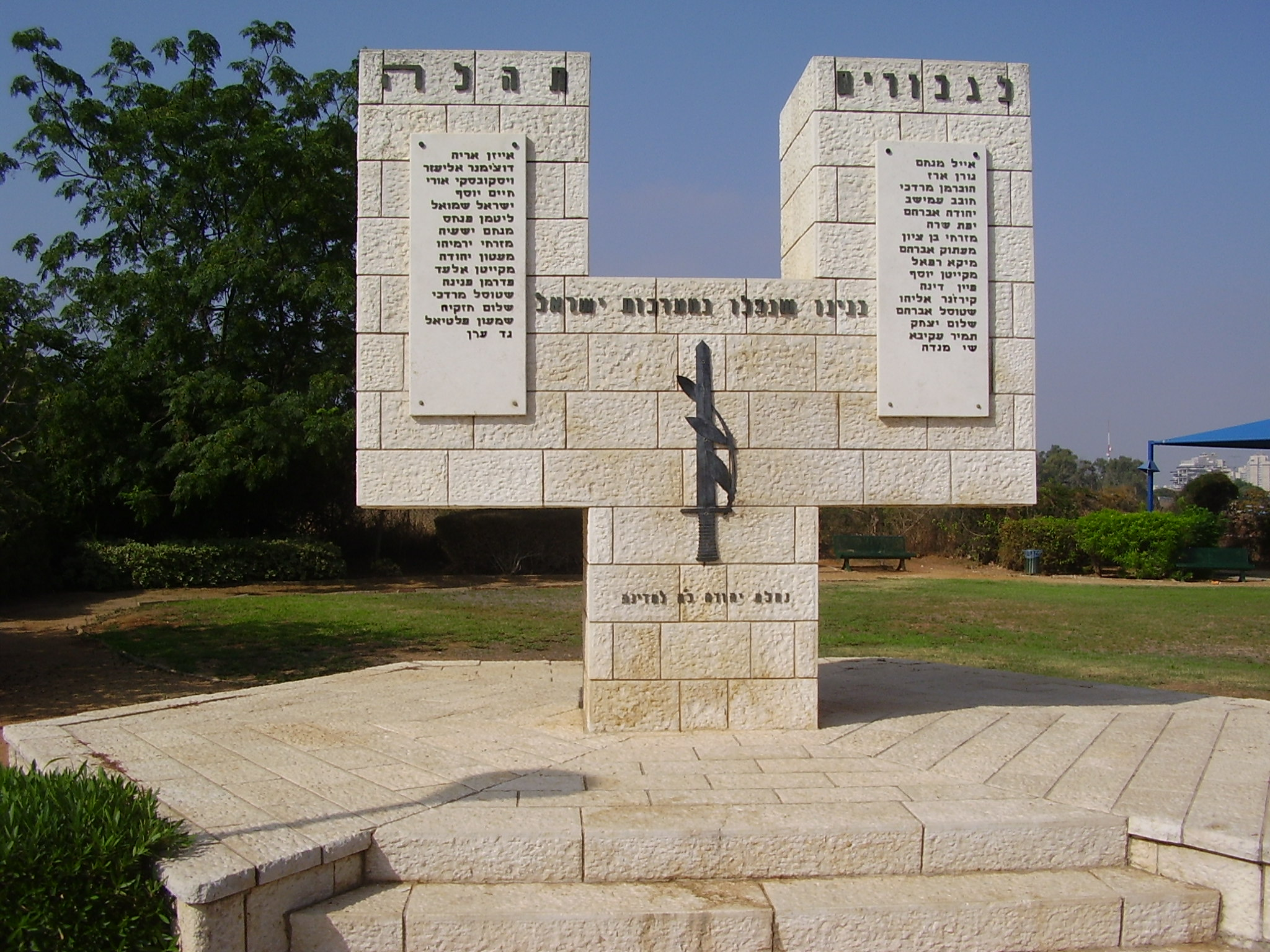
Памятник солдатам, павшим в войнах Израиля. Ришон-ле-Цион

Тема Холокоста очень значима в коллективном сознании общества Израиля. Мемориалы, посвященные Холокосту, сооружены в самых главных городах страны — Иерусалиме и Тель-Авиве.
В Иерусалиме, на Горе Герцля, самом главном правительственном мемориале Израиля, создан центральный масштабный израильский национальный мемориал Катастрофы (Холокоста) и Героизма —Яд ва-Шем (1953 год), на территории которого находятся:
- памятник 6 миллионам жертв Холокоста,
- памятник Столп героизма (1967)
- два бронзовых барельефа-копии варшавских памятников скульптора Натана Рапопорта, посвященные Варшавскому гетто и Восстанию в Варшавском гетто(1976 год)
- памятник 1,5 миллионам детей, погибшим во время Холокоста (скульптор Моше Сафди,1987 год)
- Долина уничтоженных общин, мемориал в память о 5000-х разрушенных общинах, синагогах, еврейских организациях Европы (скульпторы Липа Яхалом и Дан Цур , 1992 год)[6].

Также в Иерусалиме сооружен памятник жертвам Холокоста российского скульптора Зураба Церетели.
В Тель-Авиве установлен памятник-мемориал работы скульптора Игаля Тумаркина «Холокост и возрождение» (1975).
В Реховете, в институте Вейцмана, установлен памятник Холокосту в виде сломанного бронзового свитка Торы, с постоянно капающей водой-аллегорией слёз (скульптор Данни Караван 1972 год).
В кибуце Мишмар-ха-Эмек находится единственный памятник Холокоста «Детям изгнания», сооруженный до создания государства Израиль (скульптор Зеев Бен Цви, 1947 год).
В кибуце Яд Мордехай установлен памятник скульптора Натана Рапопорта герою Варшавского восстания Мордехаю Анеловичу.
В мошаве Кисалон памятник Огненный свиток (1971 год) скульптора Натана Рапопорта символизирует, с помощью барельефов на двух цилиндрах, Холокост и Возрождение.
В кибуце Лохамей-ха-Гетаот установлен мемориал детям Холокоста, основанный на рисунках детей из концлагеря Терезиенштадт (скульптор Ран Карми ,1995 год).
Погибшим солдатам
2900 памятников, посвященных погибшим во всех войнах с начала основания государства Израиль в 1948 году, сооружено в Израиле. Главным считается мемориал Гора Герцля в Иерусалиме, где заложен:
- Сад пропавших без вести (2004 год)[27]
- памятник-символ Неизвестному солдату
- Мемориал жертвам террора в Израиле
- Мемориал подводной лодки Дакар.

Теме погибших моряков посвящен мемориал в Ашдоде (1972 год), связанный с гибелью крейсера Эйлат в 1967 году, когда июньская Шестидневной война 1967 года уже была окончена и началась Война на истощение (1967—1970).
В День памяти павших за создание и обеспечение существования Государства Израиль проводятся государственные и частные поминальные церемонии у подножия памятников и мемориалов по всей стране.
Кроме мемориалов, увековечивающих память павших воинов во всех войнах, в Израиле есть памятники-символы каждой из войн, отражающие абсолютную приверженность Государства Израиль памяти о павших.
Теме Первой мировой войны (1914—1918) были посвящены памятники в Беэр-Шеве, Газе, Рамле, Иерусалиме.
Так, в Беэр-Шеве находится Парк Австралийских солдат(2008 год), с одним из немногих конных памятников Израиля и бюст генерала Алленби в парке его имени.
Теме Второй мировой войны на Горе Герцля в Иерусалиме посвящен Мемориал еврейским солдатам польской армии во Второй мировой войне.
Теме Войны за независимость Израиля 1948 года посвящены, как минимум, 250 памятников, разбросанных по всей стране, а документация по памятникам собрана на иврите на мемориальном сайте Гилъад. Первое военное надгробие было установлено в ноябре 1951 года.
Часть памятников посвящено определённой битве на определённом участке, например Операции Нахшон плана Далет посвящен Памятник пробившим дорогу на Иерусалим, операции Барак, обозначившей самую северную точку продвижения египетской армии, посвящен мемориальный парк Ад-Халом, возле Ашдода. Часть памятников посвящено конкретным воинским частям: бригаде Негев, бригаде Голани, бригаде Александрони, бригаде Харель, бригаде Ифтах. Так, например, в Беер-Шеве возведен Монумент Бригады Негев, организованный, как пространство, в которое встроено большое количество дизайнерских элементов, в Галилее, на перекрестке Голани, недалеко от Тверии, сооружен Мемориал героизма дивизии Голани, посвященный бригаде Голани.
Теме Шестидневной войны и Бою за Арсенальную горку под командованием Мота Гура в Иерусалиме посвящен Мемориал Арсенальная горка (1975 год) работы архитекторов Бенджамина Идельсона и Гершона Ципора, сохранивших часть боевого форпоста. Здесь проводятся церемонии, посвященные Дню Иерусалима. Мемориал «Стальной дивизии» (1982 год) скульптора Исраэля Годовича, расположенный вблизи кибуца Керем Шалом, хранит память о воинах, павших на Южном Фронте.
Теме Первой Ливанской войны 1982 года посвящен памятник Мемориал бригады Нахаль (2008 год). В Метуле создан Мемориал Сафари (2009) скульптора Исраэля Годовича.
Теракты
Увековечивание памяти жертв теракта 7 октября 2023 года.

## Памятники персоналиям
Память персоналий в Израиле также увековечена памятниками, однако статуи людей компактны, не очень высоки и не массивны. В силу запрета на изображение людей и животных иудаизмом, количество израильских конных памятников не превышает десятка. В Тель-Авиве находится одна из немногих конных скульптур-памятников Израиля, увековечивающая мэра Тель-Авива Меира Дизенгофа. Память Давида Бен Гуриона увековечена в кибуце Сде Бокер (памятник Бен Гуриону, стоящему на голове), в аэропорту Бен Гуриона (бюст), в Кесарии, перед музеем Ралли (бюст). Памятники Теодора Герцля установлены перед сельскохозяйственной школой Микве Израэль (конная скульптура Кайзер Вильгельм и Теодор Герцль). Множество памятников расположено в небольших населённых пунктах, в том числе в кибуцах. Например статуя Рахели в Рамат Рахель. В национальном парке Бейт-Шеарим сооружена бронзовая конная скульптура (1938 год) работы скульптора Давида Полуса в честь Александра Зайда, жителя тех мест. В мошаве Рамот Нафтали частным образом сооружена смотровая площадка памяти Эйтана Балансана, сам монумент скромный, со смотровой площадки открывается вид на долину Хула.

## Памятники-символы
Теме Галута (Рассеяния), в городе Рамат-Гане, посвящён памятник-символ пробуждающегося национального сознания «Пробуждение Иегуды» (1925 год) скульптора Авраама Мельникова.
Памятники периода Ишува, как правило, посвящены героическим личностям того времени. Так памятник «Рыкающий лев» (1934 год) скульптора Авраама Мельникова в кибуце Кфар-Гилади создан в честь Иосифа Трумпельдора. Памятник (1957 год), расположенный на дороге Рош-Пина — Цфат, скульптора Ицхака Данцигера посвящён герою периода Ишува Шломо Бен-Йосефу. Герои сионизма начали процесс создания сионистской топографии, как продолжение сакральной еврейской традиции, к которой относятся Пещера Патриархов в Хевроне, Гробница Рахили (см. Список мест погребения ветхозаветных персонажей), Гробница рабби Меира Бааля в Тверии, могила Рашби в Мероне.
В небольших населенных пунктах повсеместно распространены Сады скульптур, которые символизируют детство, материнство и т. д. Много памятников-символов в Хайфе, например первый в мире парк скульптур одной женщины скульптора Урсулы Мальбин, скульптурная группа «Путь сионизма», 40-тонная 15-метровая Скульптура Мира, выполненная китайским скульптором из нержавеющей стали.
Есть и шуточная составляющая в списке памятников Израиля, так в Реховете установлен единственный в мире памятник, посвященный ягодицам.

## Памятники общин
Различные слои израильского общества стремятся принять участие в поминовении, привнося свою национальную идентичность.
Русскоязычная община
Сохранению исторической памяти русскоязычных репатриантов Израиля связано с памятниками, увековечивающими события и выходцев из Российской империи и бывшего СССР. Так, в Иерусалиме установлена в память о блокадниках Ленинграда Свеча памяти и Мемориал еврейским солдатам Красной армии во Второй мировой войне (1985 год). В Рамат- Гане увековечена память поэта Хаима Бялика. В Нетании расположен мемориал «Крылья» (2012 год), посвященный Второй мировой войне (скульпторы Салават Щербаков и Хен Винклер), а также установлена скульптура писателя Шолома Алейхема, жителя Российской империи в Галуте. Также в Нетании установлен бюст Юрия Гагарина.
Сефардская община
Памятники сефардской общины, в частности памятники испанского еврейства, компактно представлены в Кесарии в частном музее Ралли. Они посвящены событиям периода Средних веков (VI—XVI век н. э.)—изгнанию евреев из Испании и Португалии.
Мраморные статуи увековечивают еврейских мудрецов, богословов, философов, врачей, поэтов и т. д., живших в средние века ( памятники Маймониду, Ибн Габиролю, Иехуде Галеви, Спинозе).
Там же, в Кесарии, установлен бюст испанского мореплавателя Колумба.
Бедуинская община
В Нижней Галилее сооружён большой комплекс-мемориал воинов-бедуинов и представителей мусульманских общин (2012 год), представляющий собой две площади, танк, пушку, поминальный сад, памятник с 188 именами погибших воинов и жертв террора.

## Крупнейшие памятники Израиля

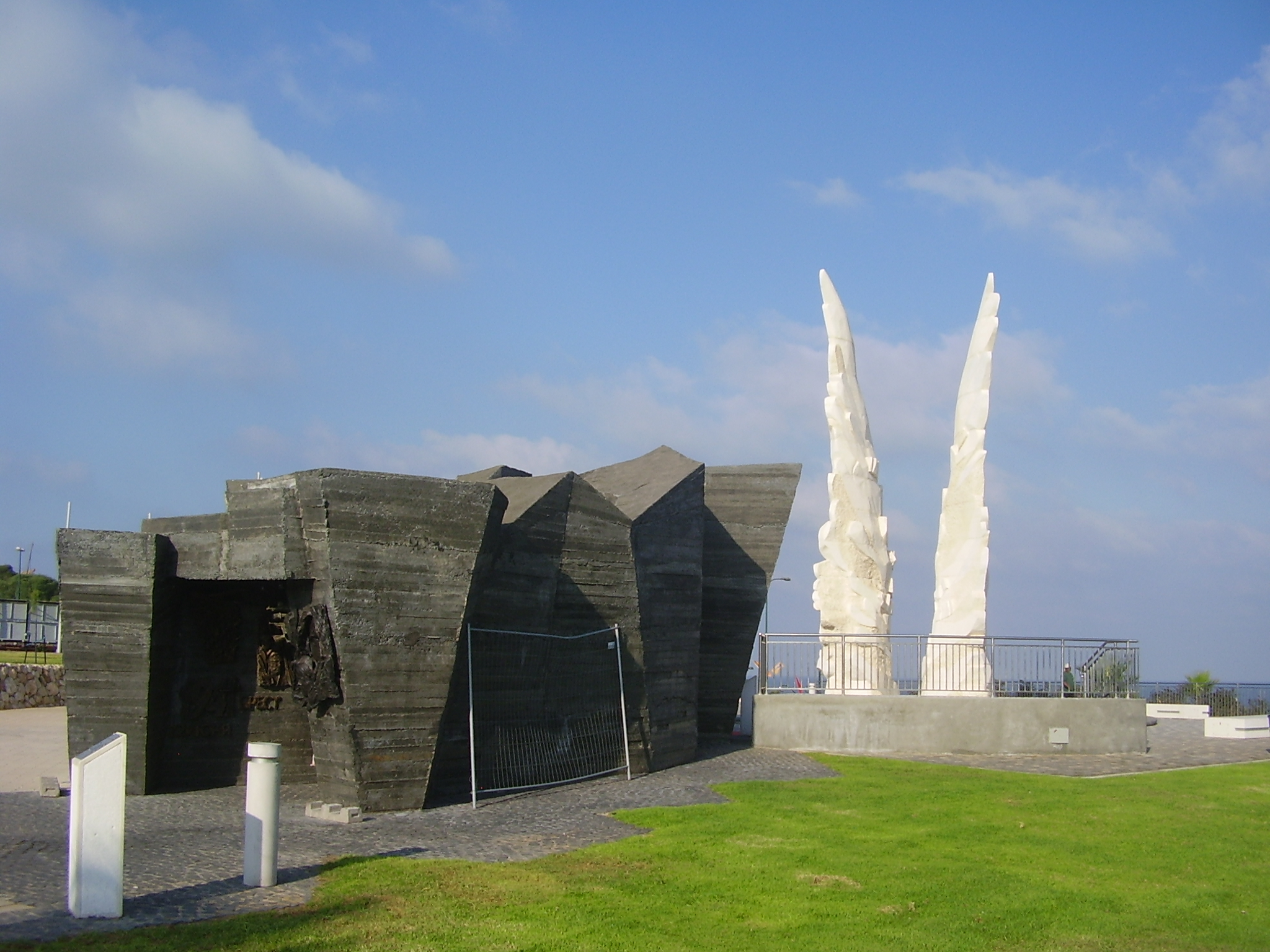
Памятник Победы в Нетании (2012)

В Израиле память занимает центральное место в национальном эпосе.
В аэропорту Бен Гурион установлена 5-метровая бронзовая Менора авторства Сальвадора Дали.
Самый главный государственный памятник Израиля находится в Иерусалиме — это мемориальный комплекс гора Герцля. Теме Шестидневной войны и Бою за Арсенальную горку под командованием Мота Гура в Иерусалиме посвящен Мемориал Арсенальная горка (1975 год) работы архитекторов Бенджамина Идельсона и Гершона Ципора, сохранивших часть боевого форпоста. Здесь проводятся церемонии, посвященные Дню Иерусалима.
В Беер-Шеве существует Монумент Бригады Негев (1968 год) скульптора Дани Каравана, комплекс, состоящий из 18 бетонных элементов: башня, цилиндр-водопровод, траншея и т. д., медные таблички с именами, отрывки боевого дневника отряда и песен на бетоне.
Недалеко от Ашдода, в мемориальном парке Ад Алом сооружены два памятника погибшим солдатам противоборствующих армий — израильским и египетским (1989 год) по результатам Кэмп-Дэвидских соглашений о сохранении израильских памятников на Синае.
В кибуце Мишмар-ха-Эмек возведён памятник «Мемориал кибуцам» (2008 год) скульптора Шауля Сало, напоминающий о принципе «стена и башня» репатриантов Второй алии.
Памятник, сооруженный в 2008 году возле кибуца Дафна, посвящён крушению вертолетов в Израиле (1997), во время которого погибло 73 военнослужащих.